# Repêchage d'entrée dans la LNH 2006
2005 2007
Le repêchage d'entrée dans la LNH 2006 est le 44e repêchage d'entrée de l'histoire de la Ligue nationale de hockey. Il fut présenté à l'aréna GM Place à Vancouver au Canada le 24 juin 2006.
L'ordre de sélection pour les 14 premiers choix a été décidé par une loterie qui s'est tenue le 20 avril 2006.

## Classement des meilleurs espoirs

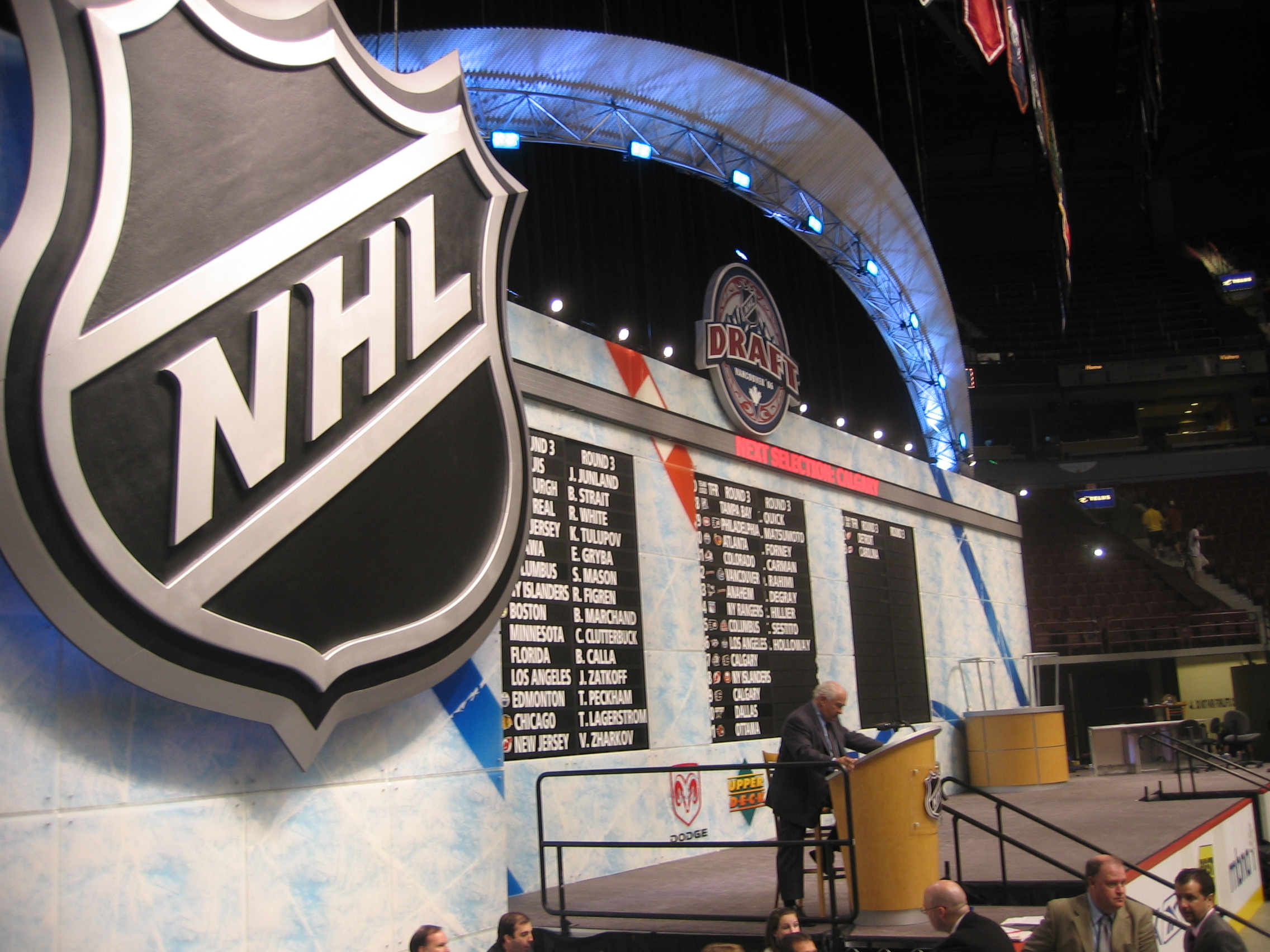
Le podium du repêchage d'entrée dans la LNH 2006.

| Rang | En Amérique du Nord          | En Europe                            |
| ---- | ---------------------------- | ------------------------------------ |
| 1    | Erik Johnson (Défenseur)     | Nicklas Bäckström (Centre)           |
| 2    | Jordan Staal (Centre)        | Michael Frolík (Ailier droit)        |
| 3    | Jonathan Toews (Centre)      | Jiří Tlustý (Ailier gauche)          |
| 4    | Derick Brassard (Centre)     | Iouri Aleksandrov (Défenseur)        |
| 5    | Phil Kessel (Ailier droit)   | Tomáš Káňa (Centre)                  |
| 6    | Peter Mueller (Centre)       | Artiom Anissimov (Centre)            |
| 7    | Bryan Little (Centre)        | Aleksandr Vassiounov (Ailier gauche) |
| 8    | Chris Stewart (Ailier droit) | Patrik Berglund (Centre)             |
| 9    | James Sheppard (Centre)      | Andreï Popov (Ailier droit)          |
| 10   | Cory Emmerton (Centre)       | Jonas Ahnelöv (Défenseur)            |

| Rang | En Amérique du Nord | En Europe       |
| ---- | ------------------- | --------------- |
| 1    | Jonathan Bernier    | Jhonas Enroth   |
| 2    | Leland Irving       | Semion Varlamov |
| 3    | Jeff Zatkoff        | Reto Berra      |

## Le Repêchage

### 1ertour
| Rang | Joueur                | Nationalité        | Équipe LNH                            | Repêché de                                       |
| ---- | --------------------- | ------------------ | ------------------------------------- | ------------------------------------------------ |
| 1    | Erik Johnson (D)      | États-Unis         | Blues de Saint-Louis                  | Programme de développement des États-Unis (NAHL) |
| 2    | Jordan Staal (C)      | Canada             | Penguins de Pittsburgh                | Petes de Peterborough (LHO)                      |
| 3    | Jonathan Toews (C/A)  | Canada             | Blackhawks de Chicago                 | Fighting Sioux de North Dakota (WCHA)            |
| 4    | Nicklas Bäckström (C) | Suède              | Capitals de Washington                | Brynäs IF Gävle (Elitserien)                     |
| 5    | Phil Kessel (C/AD)    | États-Unis         | Bruins de Boston                      | Golden Gophers du Minnesota (WCHA)               |
| 6    | Derick Brassard (C)   | Canada             | Blue Jackets de Columbus              | Voltigeurs de Drummondville (LHJMQ)              |
| 7    | Kyle Okposo (AD)      | États-Unis         | Islanders de New York                 | Buccaneers de Des Moines (USHL)                  |
| 8    | Peter Mueller (C)     | États-Unis         | Coyotes de Phoenix                    | Silvertips d'Everett (LHOu)                      |
| 9    | James Sheppard (C/AG) | Canada             | Wild du Minnesota                     | Screaming Eagles du Cap-Breton (LHJMQ)           |
| 10   | Michael Frolik (AD)   | République tchèque | Panthers de la Floride                | HC Rabat Kladno (Extraliga)                      |
| 11   | Jonathan Bernier (G)  | Canada             | Kings de Los Angeles                  | Maineiacs de Lewiston (LHJMQ)                    |
| 12   | Bryan Little (C)      | Canada             | Thrashers d'Atlanta                   | Colts de Barrie (LHO)                            |
| 13   | Jiří Tlustý (AG)      | République tchèque | Maple Leafs de Toronto                | HC Rabat Kladno (Extraliga)                      |
| 14   | Michael Grabner (AG)  | Autriche           | Canucks de Vancouver                  | Chiefs de Spokane (LHOu)                         |
| 15   | Riku Helenius (G)     | Finlande           | Lightning de Tampa Bay                | Ilves Tampere (SM-liiga)                         |
| 16   | Ty Wishart (D)        | Canada             | Sharks de San José (de Montréal)      | Cougars de Prince George (LHOu)                  |
| 17   | Trevor Lewis (C)      | États-Unis         | Kings de Los Angeles (de MIN-EDM)     | Buccaneers de Des Moines (USHL)                  |
| 18   | Chris Stewart (AD)    | Canada             | Avalanche du Colorado                 | Frontenacs de Kingston (LHO)                     |
| 19   | Mark Mitera (D)       | États-Unis         | Ducks d'Anaheim                       | Wolverines du Michigan (CCHA)                    |
| 20   | David Fischer (D)     | États-Unis         | Canadiens de Montréal (de San José)   | Apple Valley HS (USHS)                           |
| 21   | Bob Sanguinetti (D)   | États-Unis         | Rangers de New York                   | Attack d'Owen Sound (LHO)                        |
| 22   | Claude Giroux (AD)    | Canada             | Flyers de Philadelphie                | Olympiques de Gatineau (LHJMQ)                   |
| 23   | Semion Varlamov (G)   | Russie             | Capitals de Washington (de Nashville) | Lokomotiv Iaroslavl (Superliga)                  |
| 24   | Dennis Persson (D)    | Suède              | Sabres de Buffalo                     | Västerås IK (Allsvenskan)                        |
| 25   | Patrik Berglund (C)   | Suède              | Blues de Saint-Louis (du New Jersey)  | Västerås IK (Allsvenskan)                        |
| 26   | Leland Irving (G)     | Canada             | Flames de Calgary                     | Silvertips d'Everett (LHOu)                      |
| 27   | Ivan Vichnevski (D)   | Russie             | Stars de Dallas                       | Huskies de Rouyn-Noranda (LHJMQ)                 |
| 28   | Nick Foligno (AG)     | États-Unis         | Sénateurs d'Ottawa                    | Wolves de Sudbury (LHO)                          |
| 29   | Chris Summers (D)     | États-Unis         | Coyotes de Phoenix (de Détroit)       | Programme de développement des États-Unis (NAHL) |
| 30   | Matt Corrente (D)     | Canada             | Devils du New Jersey (de STL-CAR)     | Spirit de Saginaw (LHO)                          |

### 2etour
| Rang | Joueur                    | Nationalité        | Équipe LNH                              | Repêché de                                       |
| ---- | ------------------------- | ------------------ | --------------------------------------- | ------------------------------------------------ |
| 31   | Tomáš Káňa (C)            | République tchèque | Blues de Saint-Louis                    | HC Vitkovice (Extraliga)                         |
| 32   | Carl Sneep (D)            | États-Unis         | Penguins de Pittsburgh                  | Brainerd (USHS)                                  |
| 33   | Igor Makarov (AD)         | Russie             | Blackhawks de Chicago                   | Krylia Sovetov (Superliga)                       |
| 34   | Michal Neuvirth (G)       | République tchèque | Capitals de Washington                  | HC Sparta Prague (Extraliga)                     |
| 35   | François Bouchard (AD)    | Canada             | Capitals de Washington (de Boston)      | Drakkar de Baie-Comeau (LHJMQ)                   |
| 36   | Jamie McGinn (AG)         | Canada             | Sharks de San José (de Columbus)        | 67 d'Ottawa (LHO)                                |
| 37   | Iouri Aleksandrov (D)     | Russie             | Bruins de Boston                        | Severstal Cherepovets (Superliga)                |
| 38   | Bryce Swan (AD)           | Canada             | Ducks d'Anaheim (de NYI-VAN)            | Mooseheads d'Halifax (LHJMQ)                     |
| 39   | Andreas Nödl (AD)         | Autriche           | Flyers de Philadelphie (de Phoenix)     | Mooseheads d'Halifax (LHJMQ)                     |
| 40   | Ondřej Fiala (C)          | République tchèque | Wild du Minnesota                       | Silvertips d'Everett (LHOu)                      |
| 41   | Cory Emmerton (C/AG)      | Canada             | Red Wings de Détroit (de PHX-FLO-PHI)   | Frontenacs de Kingston (LHO)                     |
| 42   | Michael Ratchuk (D)       | États-Unis         | Flyers de Philadelphie (de Los Angeles) | Programme de développement des États-Unis (NAHL) |
| 43   | Riley Holzapfel (C)       | Canada             | Thrashers d'Atlanta                     | Warriors de Moose Jaw (LHOu)                     |
| 44   | Nikolaï Kouliomine (A)    | Russie             | Maple Leafs de Toronto                  | Metallurg Magnitogorsk (Superliga)               |
| 45   | Jeff Petry (D)            | États-Unis         | Oilers d'Edmonton                       | Bucaneers de Des Moines (USHL)                   |
| 46   | Jhonas Enroth (G)         | Suède              | Sabres de Buffalo (de Vancouver)        | Södertälje SK (Elitserien)                       |
| 47   | Shawn Matthias (C)        | Canada             | Red Wings de Détroit (de PHX-TB-PHI)    | Bulls de Belleville (LHO)                        |
| 48   | Joey Ryan (D)             | États-Unis         | Kings de Los Angeles                    | Remparts de Québec (LHJMQ)                       |
| 49   | Ben Maxwell (C)           | Canada             | Canadiens de Montréal                   | Ice de Kootenay (LHOu)                           |
| 50   | Milan Lucic (AG)          | Canada             | Bruins de Boston (d’Edmonton)           | Giants de Vancouver (LHOu)                       |
| 51   | Nigel Williams (D)        | États-Unis         | Avalanche du Colorado                   | Programme de développement des États-Unis (NAHL) |
| 52   | Keith Seabrook (D)        | Canada             | Capitals de Washington (d’Anaheim)      | Express de Burnaby (LHCB)                        |
| 53   | Mathieu Carle (D)         | Canada             | Canadiens de Montréal (de San José)     | Titan d'Acadie-Bathurst (LHJMQ)                  |
| 54   | Artiom Anissimov (C)      | Russie             | Rangers de New York                     | Lokomotiv Iaroslavl (Superliga)                  |
| 55   | Denis Bodrov (D)          | Russie             | Flyers de Philadelphie                  | HC Lada Togliatti (Superliga)                    |
| 56   | Blake Geoffrion (AG)      | États-Unis         | Predators de Nashville                  | Programme de développement des États-Unis (NAHL) |
| 57   | Mike Weber (D)            | États-Unis         | Sabres de Buffalo                       | Spitfires de Windsor (LHO)                       |
| 58   | Aleksandr Vassiounov (AG) | Russie             | Devils du New Jersey                    | Lokomotiv Iaroslavl (Superliga)                  |
| 59   | Codey Burki (C)           | Canada             | Avalanche du Colorado (de Calgary)      | Wheat Kings de Brandon (LHOu)                    |
| 60   | Jesse Joensuu (A)         | Finlande           | Islanders de New York (de Dallas)       | Ässät Pori (SM-Liiga)                            |
| 61   | Simon Danis-Pépin (D)     | Canada             | Blackhawks de Chicago (d'Ottawa)        | Black Bears du Maine (HE)                        |
| 62   | Dick Axelsson (A)         | Suède              | Red Wings de Détroit                    | Huddinge IK (Division 3)                         |
| 63   | Jamie McBain (D)          | États-Unis         | Hurricanes de la Caroline               | Programme de développement des États-Unis (NAHL) |

### 3etour
| Rang | Joueur                 | Nationalité | Équipe LNH                           | Repêché de                                       |
| ---- | ---------------------- | ----------- | ------------------------------------ | ------------------------------------------------ |
| 64   | Jonas Junland (D)      | Suède       | Blues de Saint-Louis                 | Linköpings HC (Elitserien)                       |
| 65   | Brian Strait (D)       | États-Unis  | Penguins de Pittsburgh               | Programme de développement des États-Unis (NAHL) |
| 66   | Ryan White (C)         | Canada      | Canadiens de Montréal (de Chicago)   | Hitmen de Calgary (LHOu)                         |
| 67   | Kirill Touloupov (D)   | Russie      | Devils du New Jersey (de Washington) | Neftyanik Leninogorsk (Vysshaya liga)            |
| 68   | Eric Gryba (D)         | Canada      | Sénateurs d'Ottawa (de Boston)       | Gamblers de Green Bay (USHL)                     |
| 69   | Steve Mason (G)        | Canada      | Blue Jackets de Columbus             | Knights de London (LHO)                          |
| 70   | Robin Figren (A)       | Suède       | Islanders de New York                | Frölunda HC (Elitserien)                         |
| 71   | Brad Marchand (C)      | Canada      | Bruins de Boston (de Phoenix)        | Wildcats de Moncton (LHJMQ)                      |
| 72   | Cal Clutterbuck (AD)   | Canada      | Wild du Minnesota                    | Generals d'Oshawa (LHO)                          |
| 73   | Brady Calla (AD)       | Canada      | Panthers de la Floride               | Silvertips d'Everett (LHOu)                      |
| 74   | Jeff Zatkoff (G)       | États-Unis  | Kings de Los Angeles                 | Redhawks de Miami (CCHA)                         |
| 75   | Theo Peckham (D)       | Canada      | Oilers d'Edmonton (d’Atlanta)        | Attack d'Owen Sound (LHO)                        |
| 76   | Tony Lagerström (C)    | Suède       | Blackhawks de Chicago (de Toronto)   | Södertälje SK (Elitserien)                       |
| 77   | Vladimir Jarkov (AD)   | Russie      | Devils du New Jersey (de Vancouver)  | HK CSKA Moscou (Superliga)                       |
| 78   | Kevin Quick (D)        | États-Unis  | Lightning de Tampa Bay               | Salisbury HS (USHS)                              |
| 79   | Jonathan Matsumoto (C) | Canada      | Flyers de Philadelphie (de Montréal) | Falcons de Bowling Green (CCHA)                  |
| 80   | Michael Forney (AG)    | États-Unis  | Thrashers d'Atlanta (d’Edmonton)     | Thief River Falls (USHS)                         |
| 81   | Michael Carman (C)     | États-Unis  | Avalanche du Colorado                | Programme de développement des États-Unis (NAHL) |
| 82   | Daniel Rahimi (D)      | Suède       | Canucks de Vancouver (d'Anaheim)     | IF Björkloven (Ligue junior suédoise)            |
| 83   | John De Gray (D)       | Canada      | Ducks d'Anaheim (de SJ-NYR)          | Battalion de Brampton (LHO)                      |
| 84   | Ryan Hillier (AG)      | Canada      | Rangers de New York                  | Mooseheads d'Halifax (LHJMQ)                     |
| 85   | Tommy Sestito (AG)     | États-Unis  | Blue Jackets de Columbus (de PHI)    | Whalers de Plymouth (LHO)                        |
| 86   | Bud Holloway (C/AD)    | Canada      | Kings de Los Angeles (de NSH-PHI)    | Thunderbirds de Seattle (LHOu)                   |
| 87   | John Armstrong (C/AD)  | Canada      | Flames de Calgary (de Buffalo)       | Whalers de Plymouth (LHO)                        |
| 88   | Jonas Ahnelov (D)      | Suède       | Coyotes de Phoenix (du New Jersey)   | Frölunda HC (Elitserien)                         |
| 89   | Aaron Marvin (C/A)     | États-Unis  | Flames de Calgary                    | Warroad (USHS)                                   |
| 90   | Aaron Snow (AG)        | Canada      | Stars de Dallas                      | Battalion de Brampton (LHO)                      |
| 91   | Kaspars Daugavins (AG) | Lettonie    | Sénateurs d'Ottawa                   | HK Riga 2000 (Lettonie)                          |
| 92   | Daniel Larsson (G)     | Suède       | Red Wings de Détroit                 | Hammarby IF (Allsvenskan)                        |
| 93   | Harrison Reed (AD)     | Canada      | Hurricanes de la Caroline            | Sting de Sarnia (LHO)                            |

### 4etour
| Rang | Joueur                 | Nationalité        | Équipe LNH                             | Repêché de                                       |
| ---- | ---------------------- | ------------------ | -------------------------------------- | ------------------------------------------------ |
| 94   | Ryan Turek (C)         | États-Unis         | Blues de Saint-Louis                   | Lancers d'Omaha (USHL)                           |
| 95   | Ben Shutron (D)        | Canada             | Blackhawks de Chicago (de Pittsburgh)  | Frontenacs de Kingston (LHO)                     |
| 96   | Joseph Palmer (G)      | États-Unis         | Blackhawks de Chicago                  | Programme de développement des États-Unis (NAHL) |
| 97   | Oskar Osala (AG)       | Finlande           | Capitals de Washington                 | IceDogs de Mississauga (LHO)                     |
| 98   | James Delory (D)       | Canada             | Sharks de San José (de Boston)         | Generals d'Oshawa (LHO)                          |
| 99   | James Reimer (G)       | Canada             | Maple Leafs de Toronto (de Chicago)    | Rebels de Red Deer (LHOu)                        |
| 100  | Rhett Rakhshani (AD)   | États-Unis         | Islanders de New York                  | Programme de développement des États-Unis (NAHL) |
| 101  | Joonas Lehtivuori (D)  | Finlande           | Flyers de Philadelphie                 | Ilves Tampere (SM-liiga)                         |
| 102  | Kyle Medvec (D)        | États-Unis         | Wild du Minnesota                      | Apple Valley H.S. (USHS)                         |
| 103  | Michael Caruso (D)     | Canada             | Panthers de la Floride                 | Storm de Guelph (LHO)                            |
| 104  | David Kveton (AD)      | République tchèque | Rangers de New York (de Los Angeles)   | Vsetínská Hokejová (Extraliga)                   |
| 105  | Niko Snellman (A)      | Finlande           | Predators de Nashville (d'Atlanta)     | Ilves Tampere (SM-liiga)                         |
| 106  | Reto Berra (G)         | Suisse             | Blues de Saint-Louis (de TOR-CAR)      | ZSC Lions (LNA)                                  |
| 107  | T.J. Miller (D)        | États-Unis         | Devils du New Jersey (de Vancouver)    | Vees de Penticton (LHCB)                         |
| 108  | Jase Weslosky (G)      | Canada             | Islanders de New York (de San José)    | Crusaders de Sherwood Park (LHJA)                |
| 109  | Jakub Kovář (G)        | République tchèque | Flyers de Philadelphie (de Montréal)   | HC Ceske Budejovice (Extraliga)                  |
| 110  | Kevin Montgomery (D)   | États-Unis         | Avalanche du Colorado (d'Edmonton)     | Programme de développement des États-Unis (NAHL) |
| 111  | Korbinian Holzer (D)   | Allemagne          | Maple Leafs de Toronto (du Colorado)   | EC Bad Tölz (Oberliga)                           |
| 112  | Matt Beleskey (AG)     | Canada             | Ducks d'Anaheim                        | Bulls de Belleville (LHO)                        |
| 113  | Ben Wright (D)         | Canada             | Blue Jackets de Columbus (de San José) | Hurricanes de Lethbridge (LHOu)                  |
| 114  | Niclas Andersén (D)    | Suède              | Kings de Los Angeles (de New York)     | Leksands IF (Elitserien)                         |
| 115  | Tomas Marcinko (C)     | Slovaquie          | Islanders de New York (de Phoenix)     | HC Košice (Extraliga Slo.)                       |
| 116  | Derrick Lapoint (D)    | États-Unis         | Panthers de la Floride (de Nashville)  | Eau-Claire North (USHS)                          |
| 117  | Felix Schütz (C)       | Allemagne          | Sabres de Buffalo                      | Sea Dogs de Saint John (LHJMQ)                   |
| 118  | Hugo Carpentier (C)    | Canada             | Flames de Calgary (du New Jersey)      | Huskies de Rouyn-Noranda (LHJMQ)                 |
| 119  | Doug Rogers (C)        | États-Unis         | Islanders de New York (de Calgary)     | San Sebastian's HS (USHS)                        |
| 120  | Richard Bachman (G)    | États-Unis         | Stars de Dallas                        | Académie Cushing (USHS)                          |
| 121  | Pierre-Luc Lessard (D) | Canada             | Sénateurs d'Ottawa                     | Olympiques de Gatineau (LHJMQ)                   |
| 122  | Luke Lynes (C/AG)      | États-Unis         | Capitals de Washington (de Détroit)    | Battalion de Brampton (LHO)                      |
| 123  | Bobby Hugues (C)       | Canada             | Hurricanes de la Caroline              | Frontenacs de Kingston (LHO)                     |

### 5etour
| Rang | Joueur                | Nationalité        | Équipe LNH                               | Repêché de                                       |
| ---- | --------------------- | ------------------ | ---------------------------------------- | ------------------------------------------------ |
| 124  | Andy Sackrison (C/AG) | États-Unis         | Blues de Saint-Louis                     | St. Louis Park (USHS)                            |
| 125  | Chad Johnson (G)      | Canada             | Penguins de Pittsburgh                   | Nanooks d'Alaska Fairbanks (CCHA)                |
| 126  | Shane Sims (D)        | États-Unis         | Islanders de New York (de Chicago)       | Buccaneers de Des Moines (USHL)                  |
| 127  | Maxime Lacroix (AG)   | Canada             | Capitals de Washington                   | Remparts de Québec (LHJMQ)                       |
| 128  | Andrew Bodnarchuk (D) | Canada             | Bruins de Boston                         | Mooseheads d'Halifax (LHJMQ)                     |
| 129  | Robert Nyholm (AD)    | Finlande           | Blue Jackets de Columbus                 | HIFK (SM-Liiga)                                  |
| 130  | Brett Bennett (G)     | États-Unis         | Coyotes de Phoenix (des Islanders de NY) | Programme de développement des États-Unis (NAHL) |
| 131  | Martin Latal (AD)     | République tchèque | Coyotes de Phoenix                       | HC Kladno Jr. (Extraliga)                        |
| 132  | Niko Hovinen (G)      | Finlande           | Wild du Minnesota                        | Jokerit Helsinki (SM-Liiga)                      |
| 133  | Bryan Pitton (G)      | Canada             | Oilers d'Edmonton (de la Floride)        | Battalion de Brampton (LHO)                      |
| 134  | David Meckler (C)     | États-Unis         | Kings de Los Angeles                     | Bulldogs de Yale (ECAC)                          |
| 135  | Alex Kangas (G)       | États-Unis         | Thrashers d’Atlanta                      | Sioux Falls (USHL)                               |
| 136  | Nick Sucharski (AG)   | Canada             | Blue Jackets de Columbus (de Toronto)    | Spartans de Michigan State (CCHA)                |
| 137  | Tomas Zaborsky (A)    | Slovaquie          | Rangers de New York (de Vancouver)       | Dukla Trencin (Extraliga Slo.)                   |
| 138  | David McIntyre (C)    | Canada             | Stars de Dallas (de Tampa Bay)           | Newmarket (OPJRA)                                |
| 139  | Pavel Valentenko (D)  | Russie             | Canadiens de Montréal                    | Neftekhimik Nijnekamsk (Vysshaya Liga)           |
| 140  | Cody Wild (D)         | États-Unis         | Oilers d'Edmonton                        | Friars de Providence (HE)                        |
| 141  | Kim Johansson (A)     | Suède              | Islanders de New York (du Colorado)      | Malmö IF (Elitserien)                            |
| 142  | Maxime Fréchette (D)  | Canada             | Blue Jackets de Columbus (d'Anaheim)     | Voltigeurs de Drummondville (LHJMQ)              |
| 143  | Ashton Rome (AD)      | Canada             | Sharks de San José                       | Blazers de Kamloops (LHOu)                       |
| 144  | Martin Nolet (D)      | Canada             | Kings de Los Angeles (des Rangers de NY) | Champlain (LHJAAAQ)                              |
| 145  | Jonathan Rheault (AD) | États-Unis         | Flyers de Philadelphie                   | Friars de Providence (HE)                        |
| 146  | Mark Dekanich (G)     | Canada             | Predators de Nashville                   | Raiders de Colgate (ECAC)                        |
| 147  | Alex Biega (D)        | Canada             | Sabres de Buffalo                        | Salisbury (USHS)                                 |
| 148  | Olivier Magnan (D)    | Canada             | Devils du New Jersey                     | Huskies de Rouyn-Noranda (LHJMQ)                 |
| 149  | Juuso Puustinen (AD)  | Finlande           | Flames de Calgary                        | KalPa Kuopio (SM-Liiga)                          |
| 150  | Max Warn (AG)         | Finlande           | Stars de Dallas                          | HIFK (SM-Liiga)                                  |
| 151  | Ryan Daniels (G)      | Canada             | Sénateurs d'Ottawa                       | Spirit de Saginaw (LHO)                          |
| 152  | Jordan Bendfeld (D)   | Canada             | Coyotes de Phoenix (de Détroit)          | Tigers de Medicine Hat (LHOu)                    |
| 153  | Stefan Chaput (C)     | Canada             | Hurricanes de la Caroline                | Maineiacs de Lewiston (LHJMQ)                    |

### 6etour
| Rang | Joueur                     | Nationalité      | Équipe LNH                             | Repêché de                                          |
| ---- | -------------------------- | ---------------- | -------------------------------------- | --------------------------------------------------- |
| 154  | Matthew Mccollem (AG)      | États-Unis       | Blues de Saint-Louis                   | Belmont Hills (USHS)                                |
| 155  | Peter Aston (D)            | Canada           | Panthers de la Floride (de Pittsburgh) | Spitfires de Windsor (LHO)                          |
| 156  | Jan-Mikael Juutilainen (C) | Finlande         | Blackhawks de Chicago                  | Jokerit Helsinki jr. (Finlande)                     |
| 157  | Brent Gwidt (C)            | États-Unis       | Capitals de Washington                 | Lakeland HS (USHS)                                  |
| 158  | Levi Nelson (C)            | Canada           | Bruins de Boston                       | Broncos de Swift Current (LHOu)                     |
| 159  | Jesse Dudas (D)            | Canada           | Blue Jackets de Columbus               | Cougars de Prince George (LHOu)                     |
| 160  | Andrew MacDonald (D)       | Canada           | Islanders de New York                  | Wildcats de Moncton (LHJMQ)                         |
| 161  | Viktor Stålberg (AG)       | Suède            | Maple Leafs de Toronto (de Phoenix)    | Frölunda HC (Elitserien)                            |
| 162  | Julian Walker (A)          | Suisse           | Wild du Minnesota                      | HC Bâle (LNA)                                       |
| 163  | Sergueï Chirokov (A)       | Russie           | Canucks de Vancouver (de la Floride)   | CSKA Moscou (Superliga)                             |
| 164  | Constantin Braun (AG)      | Allemagne        | Kings de Los Angeles                   | Eisbären Berlin (DEL)                               |
| 165  | Jonas Enlund (C)           | Finlande         | Thrashers d’Atlanta                    | HIFK jr. (Finlande)                                 |
| 166  | Tyler Ruegsegger (C/AD)    | États-Unis       | Maple Leafs de Toronto                 | Shattuck-St.Mary's HS (USHS)                        |
| 167  | Juraj Šimek (A)            | Slovaquie Suisse | Canucks de Vancouver                   | Kloten Flyers (LNA)                                 |
| 168  | Dane Crowley (D)           | Canada           | Lightning de Tampa Bay                 | Broncos de Swift Current (LHOu)                     |
| 169  | Chris Auger (C)            | Canada           | Blackhawks de Chicago (de Montréal)    | Wellington (OPJA)                                   |
| 170  | Aleksandr Boumaguine (A)   | Russie           | Oilers d'Edmonton                      | Lada Togliatti (Superliga)                          |
| 171  | Brian Day (AD)             | États-Unis       | Islanders de New York (du Colorado)    | Académie Governor Dummer (USHS)                     |
| 172  | Petteri Wirtanen (C)       | Finlande         | Ducks d'Anaheim                        | HPK Hämeenlinna (SM-Liiga)                          |
| 173  | Stefan Ridderwall (G)      | Suède            | Islanders de New York (de San José)    | Djurgårdens IF Jr. (Elitserien)                     |
| 174  | Eric Hunter (C)            | Canada           | Rangers de New York                    | Cougars de Prince George (LHOu)                     |
| 175  | Michael Dupont (G)         | Suisse Canada    | Flyers de Philadelphie                 | Drakkar de Baie-Comeau (LHJMQ)                      |
| 176  | Ryan Flynn (AD)            | États-Unis       | Predators de Nashville                 | Équipe nationale des États-Unis des moins de 18 ans |
| 177  | Mathieu Perreault (C)      | Canada           | Capitals de Washington (de Buffalo)    | Titan d'Acadie-Bathurst (LHJMQ)                     |
| 178  | Tony Romano (C)            | États-Unis       | Devils du New Jersey                   | Bobcats de N.Y. (LHJA)                              |
| 179  | Jordan Fulton (C)          | États-Unis       | Flames de Calgary                      | École Breck (USHS)                                  |
| 180  | Leo Komarov (C)            | Finlande         | Maple Leafs de Toronto (de Dallas)     | Ässät Pori (SM-Liiga)                               |
| 181  | Kevin Koopman (D)          | Canada           | Sénateurs d'Ottawa                     | Beaver Valley (C-B.Jr.B)                            |
| 182  | Jan Muršak (AG)            | Slovénie         | Red Wings de Détroit                   | Spirit de Saginaw (LHO)                             |
| 183  | Nick Dodge (AD)            | Canada           | Hurricanes de la Caroline              | Golden Knights de Clarkson (ECAC)                   |

### 7etour
| Rang | Joueur                  | Nationalité | Équipe LNH                                | Repêché de                           |
| ---- | ----------------------- | ----------- | ----------------------------------------- | ------------------------------------ |
| 184  | Alexander Hellstrom (D) | Suède       | Blues de Saint-Louis                      | IF Björkloven (Elitserien)           |
| 185  | Timo Seppanen (D)       | Finlande    | Penguins de Pittsburgh                    | HIFK (SM-Liiga)                      |
| 186  | Peter LeBlanc (C/AG)    | Canada      | Blackhawks de Chicago                     | Red Wings d'Hamilton (OPJHL)         |
| 187  | Devin Didiomete (AG)    | Canada      | Flames de Calgary (de Washington)         | Wolves de Sudbury (LHO)              |
| 188  | Chris Frank (D)         | États-Unis  | Coyotes de Phoenix (de Boston)            | Broncos de Western Michigan (CCHA)   |
| 189  | Derek Dorsett (AD)      | Canada      | Blue Jackets de Columbus                  | Tigers de Medicine Hat (LHOu)        |
| 190  | Troy Mattila (AG)       | États-Unis  | Islanders de New York                     | Blues Junior de Springfield (NAHL)   |
| 191  | Nick Oslund (AD)        | États-Unis  | Red Wings de Détroit (de Phoenix)         | Burnsville (USHS)                    |
| 192  | Chris Hickey (C)        | États-Unis  | Wild du Minnesota                         | Cretin Derham Hall (USHS)            |
| 193  | Marc Cheverie (G)       | Canada      | Panthers de la Floride                    | Clippers de Nanaimo (LHCB)           |
| 194  | Matt Marquardt (AG)     | Canada      | Blue Jackets de Columbus (de Los Angeles) | Wildcats de Moncton (LHJMQ)          |
| 195  | Jesse Martin (C)        | Canada      | Thrashers d’Atlanta                       | Saints de Spruce Grove (LHJA)        |
| 196  | Benn Ferriero (C/AD)    | États-Unis  | Coyotes de Phoenix (de Toronto)           | Eagles de Boston College (HE)        |
| 197  | Evan Fuller (AD)        | Canada      | Canucks de Vancouver                      | Cougars de Prince George (LHOu)      |
| 198  | Denis Kazionov (AD)     | Russie      | Lightning de Tampa Bay                    | MVD Tver (Superliga)                 |
| 199  | Cameron Cepek (D)       | États-Unis  | Canadiens de Montréal                     | Winter Hawks de Portland (LHOu)      |
| 200  | Artūrs Kulda (D)        | Lettonie    | Thrashers d'Atlanta (d’Edmonton)          | CSKA Moscou (Vysshaya Liga)          |
| 201  | Billy Sauer (G)         | États-Unis  | Avalanche du Colorado                     | Wolverines du Michigan (CCHA)        |
| 202  | John McCarthy (AG)      | États-Unis  | Sharks de San José (d'Anaheim)            | Terriers de Boston (HE)              |
| 203  | Jay Barriball (AG/C/AD) | États-Unis  | Sharks de San José                        | Stampede de Sioux Falls (USHL)       |
| 204  | Lukáš Zeliska (C)       | Slovaquie   | Rangers de New York                       | HC Oceláři Třinec Jr. (Extraliga)    |
| 205  | Andreï Popov (AD)       | Russie      | Flyers de Philadelphie                    | Traktor Tcheliabinsk (Vyschaïa Liga) |
| 206  | Viktor Sjodin (A)       | Suède       | Predators de Nashville                    | VIK Västerås HK Jr. (Suède)          |
| 207  | Benjamin Breault (C)    | Canada      | Sabres de Buffalo                         | Drakkar de Baie-Comeau (LHJMQ)       |
| 208  | Kyell Henegan (D)       | Canada      | Devils du New Jersey                      | Cataractes de Shawinigan (LHJMQ)     |
| 209  | Per Jonsson (AG/C/AD)   | Suède       | Flames de Calgary                         | Färjestads BK Jr. (Suède)            |
| 210  | Will O'Neill (D)        | États-Unis  | Thrashers d'Atlanta (de Dallas)           | Académie Tabor (USHS)                |
| 211  | Erik Condra (AD)        | États-Unis  | Sénateurs d'Ottawa                        | Fighting Irish de Notre Dame (CCHA)  |
| 212  | Logan Pyett (D)         | Canada      | Red Wings de Détroit                      | Pats de Regina (LHOu)                |
| 213  | Justin Krueger (D)      | Canada      | Hurricanes de la Caroline                 | Vees de Penticton (LHCB)             |